# Volt UK

Karte der anderen Verbände von Volt Europa, rot umrandet das EU-Gebiet

Volt UK (offiziell: Volt United Kingdom) ist eine paneuropäische Partei im Vereinigten Königreich. Es ist der britische Ableger von Volt Europa.

## Geschichte
Noch vor Gründung der Partei trat Volt mit Andrea Venzon als unabhängiger Kandidat zur Europawahl an, der 0 % erzielte. Außerdem kandidierten im Mai 2019 2 Vertreter der Partei bei den Kommunalwahlen in Manchester und erhielten 4,2 % und 5 %.
Am 6. Januar 2020 wurde Volt UK offiziell in London gegründet und Philipp Gnatzy wurde zum ersten Vorstand gewählt.
Bei den Kommunalwahlen 2021 trat ein Kandidat der Partei in der Grafschaft Warwickshire in Cubbington & Leek Wootton an, erzielte 2 % und erreichte kein Mandat. Er setzte sich neben Schadensvermeidung durch den Brexit insbesondere für eine Verbesserung im Verkehrssektor und öffentlichen Nahverkehr ein.
Daneben trat die Partei gemeinsam mit Rejoin EU in London an. Der Bürgermeisterkandidat erhielt 1,1 % der Stimmen. Die gemeinsame Liste für das Kommunalparlament erzielte 49 389 Stimmen (1,91 %) und erhielt damit keinen Sitz. Außerdem trat die Partei in Schottland gemeinsam mit Renew Scottland in einem Wahlbündnis an. Im Mai 2022 trat die Partei bei den Stadtratswahlen in Glasgow an. Volt erhielt 4,1 % der Präferenzstimmen und verfehlte damit den Einzug in den Gemeinderat. Bei der Wahl zur London-Versammlung 2024 tritt die Partei erneut gemeinsam mit Rejoin EU an.

## Forderungen
Die Partei setzt sich für Reformen hin zu einem Wiedereintritt in die EU ein. Ziel ist ein geeinter föderaler europäischer Staat mit gemeinsamer Außenpolitik und europäischer Armee. Dazu sollen die europäischen Institutionen reformiert und Politik transparenter gestaltet werden. Gemeinsam sollen die gemeinsamen globalen Herausforderungen wie Covid-19, der Klimawandel und demografische Wandel angegangen werden.
Die Partei unterstützt die von Volt Europa definierten 5+1 grundlegenden Herausforderungen:
1. Intelligenter Staat
2. Wirtschaftliche Renaissance
3. Soziale Gleichheit
4. Globales Gleichgewicht
5. Bürgerermächtigung
6. +1 Europäische Reform

## Volt Schottland
Volt Scotland ist die schottische Sektion von Volt UK. Im Jahr 2021 schlossen sie ein Wahlbündnis mit Renew Scotland, in dem Kandidaten von Volt Scotland auf die Liste von Renew für die Parlamentswahl in Schottland 2021 gesetzt wurden. Für die Wahlen zum schottischen Parlament forderte Volt zusammen mit Renew ein Multiple-Choice-Referendum zum Thema schottische Unabhängigkeit. Volt Scotland trat nur in fünf Regional-Wahlkreisen an und erreichte kein Listenmandat.